# برنامه حلقه‌گذاری پرندگان آمریکای شمالی
برنامه حلقه‌گذاری پرندگان آمریکای شمالی (به انگلیسی: North American Bird Banding Program) به همراه آزمایشگاه حلقه‌گذاری پرندگان (به انگلیسی: Bird Banding Laboratory) آن در مرکز پژوهشی حیات وحش Patuxent قرار دارد. این برنامه به‌طور مشترک توسط سرویس حیات وحش کانادا (و دفتر حلقه‌گذاری پرندگان آن) و سازمان زمین‌شناسی ایالات متحده اداره می‌شود. این برنامه مسئول بسیاری از جنبه‌های حلقه‌گذاری پرندگان در ایالات متحده و کانادا است: به حلقه‌های پرندگان مجوز می‌دهد، سفارش‌های حلقه‌هایی با اندازه‌های مختلف را تکمیل می‌کند، داده‌ها را از ایستگاه‌های حلقه‌گذاری جمع‌آوری می‌کند، گزارش‌هایی را از افرادی دریافت می‌کند که پرنده‌هایی را که حلقه‌گذاری می‌کنند، دریافت می‌کند، و پایگاه‌داده خود را در اختیار طرف‌های مناسب قرار می‌دهد.
مرکز Patuxent همچنین ایستگاه حلقه‌گذاری خود را در محوطه پناهگاه راه‌اندازی می‌کند.
پرنده‌ای که با حلقه پیدا می‌شود را می‌توان به صورت برخط گزارش کرد. (در گذشته گزارش‌های تلفنی نیز پذیرفته می‌شد.) در صورت درخواست، یابنده یک گواهی الکترونیک قدردانی دریافت می‌کند.